# Breath of Love: Last Piece
Breath of Love: Last Piece – czwarty album studyjny południowokoreańskiej grupy Got7, wydany 30 listopada 2020 roku przez JYP Entertainment. Płytę promowały dwa główne single „Breath” i „Last Piece”.
Album był ich ostatnim wydaniem pod JYP Entertainment po ich decyzji o opuszczeniu firmy po wygaśnięciu ich kontraktu w styczniu 2021 roku.

## Lista utworów
| CD  | CD                                       | CD                                                                                                | CD                                                                                                 | CD                     | CD      |
| Nr  | Tytuł utworu                             | Tekst                                                                                             | Kompozycja                                                                                         | Aranżacja              | Długość |
| --- | ---------------------------------------- | ------------------------------------------------------------------------------------------------- | -------------------------------------------------------------------------------------------------- | ---------------------- | ------- |
| 1.  | „Breath” (kor. 넌 날 숨 쉬게 해)         | Joo Chan-yang, Lavin, NiiHwa, Ars                                                                 | Joo Chan-yang, Lavin, Ars, NiiHwa                                                                  | Joo Chan-yang, Lavin   | 3:08    |
| 2.  | „Last Piece”                             | Defsoul(JB), Jomalxne, D.ham (220 Volt)                                                           | Defsoul(JB), iHwak, Munhan Mirror (220 Volt), Jomalxne, Zayson, RoseInPeace, Mirror Boy (220 Volt) | Zayson, RoseInPeace    | 3:43    |
| 3.  | „Born Ready”                             | Earattack, Mark                                                                                   | Earattack, Mark                                                                                    | Earattack, Gong-do     | 2:40    |
| 4.  | „Special”                                | Jackson, Boytoy, Young Sky                                                                        | Jackson, Boytoy, Young Sky                                                                         | Jackson, Boytoy        | 3:27    |
| 5.  | „Wave”                                   | Jinyoung, Distract                                                                                | Jinyoung, Distract, Ludwig Lindell                                                                 | Ludwig Lindell         | 3:15    |
| 6.  | „Waiting For You”                        | BamBam, Psycho Tension (Jung Sung-min, Shin Yong-soo)                                             | Bambam, Psycho Tension (Jung Sung-min)                                                             | Psycho Tension (Wayco) | 2:55    |
| 7.  | „Thank You, Sorry” (kor. 이젠 내가 할게) | Yugyeom, Nathan                                                                                   | Yugyeom, Nathan                                                                                    | Nathan                 | 3:44    |
| 8.  | „1+1”                                    | Oh Min-joo (Jamfactory)                                                                           | Ylva Dimberg, Gesture (Prismfilter), Resmus Gregersen                                              | Ralz                   | 3:15    |
| 9.  | „I Mean It”                              | Ji Yoo-ri (Jamfactory), Oh Min-joo (Jamfactory), Jake Torrey, Noah Conrad, Dan Goudie, Ash Milton | Jake Torrey, Noah Conrad, Dan Goudie, Ash Milton                                                   | Laconic                | 3:01    |
| 10. | „We Are Young”                           | Danke (Lalala Studio)                                                                             | Christian Fast, Ninos Hanna, Matt Thomson, Max Graham, James F. Reynolds                           | Arcades                | 3:31    |

## Notowania
| Lista                    | Pozycja |
| ------------------------ | ------- |
| Gaon Weekly Album Chart  | 3       |
| UK Digital Albums (OCC)  | 77      |
| World Albums (Billboard) | 7       |

## Sprzedaż
| Kraj             | Sprzedaż |
| ---------------- | -------- |
| Korea Południowa | 357 906+ |